# Saint-Pierre-Colamine
Saint-Pierre-Colamine è un comune francese di 240 abitanti situato nel dipartimento del Puy-de-Dôme nella regione dell'Alvernia-Rodano-Alpi.

## Società

### Evoluzione demografica
Abitanti censiti